# AWOL -Absent Without Leave-
『AWOL -Absent Without Leave-』（エイウォール アブセント ウィズアウト リーブ）は、スタジオディーン制作の日本のテレビアニメ。1998年1月7日から同年4月1日までテレビ東京で毎週水曜25時45分から26時15分に放送。全12話。監督は川瀬敏文。

## 作品概要
タイトルは軍隊用語で、懲戒対象となる「部署無断離脱」「敵前逃亡」の意。キャラクターや武器デザインや政治設定がリアル指向であり、ロボットの類は登場しない (監督川瀬作品では初めてそうならなかった)。
放送版のビデオは海外のみ発売されておりに大幅な修正を加えた上で発売されている。
後にバンダイビジュアルからVHSとLDで発売された「AWOL -Absent Without Leave- COMPRESSION Remix」は、放送版の全12話（ただし第3話はすべて省略）を再編集し、全4話のOVAとした。
今掛勇原作・作画による前日譚漫画「AWOL -Absent Without Leave- LADY STEADY GO！」が、OVA全巻購入者特典として1999年4月30日に発売された。

## あらすじ
ある日、元連合軍人のデュラン・ガッシュ率いるテロ組織ソロモンが、突如各都市でテロ行為を開始し、惑星破壊ミサイルを奪って連合政府を脅迫した。連合軍は特殊部隊を送り込んだが状況を把握していたソロモンに殲滅される。彼らの教官だった元特殊部隊隊長であるジム・ハイアットは、一芸に秀でたAWOLや犯罪者をスカウトし、この困難な任務に挑む。

## 登場人物

### 連合軍特殊部隊
- ジム・ハイアット（声 - 玄田哲章）
- クリス・シェリダン（声 - 中村大樹）
- ジャン・ビショップ（声 - 三木眞一郎）
- ザック・ランディス（声 - 大友龍三郎）
- ネルソン・ザ・ボム（声 - 中田譲治）
- ダナ・マクラレン（声 - 田中敦子）
- レイチェル・ハースト（声 - 香月弥生）

### ソロモン
- デュラン・ガッシュ（声 - 中田浩二）
- ビート・キュルテン（声 - 中尾隆聖）
- アマンダ・ケスラー（声 - 安達忍）

### その他の人物
- 国防長官（声 - 大木民夫）
- 統幕議長（声 - 加藤精三）
- 補佐官（声 - 塾一久）
- 幕僚（声 - 山本泰平）
- オペレーター（声 - 長嶝高士）

## スタッフ
- 原作 - et
- 企画 - ビースタック
- 企画協力 - 三菱商事、バンダイビジュアル
- 監督 - 川瀬敏文
- シリーズ構成 - 冨岡淳広
- キャラクターデザイン - 今掛勇
- ゲストキャラクターデザイン - 阿部航、梅原隆弘
- メカニックデザイン - やまだたかひろ、常木志伸
- 美術監督 - 鈴木和彦
- 色彩設計 - もちだたけし
- 撮影監督 - 鎌田克明、青木孝司
- 編集 - 森田清次、高山智江子
- 音響監督 - 若林和弘
- 音楽 - 浜口史郎
- アニメーション協力 - エーアガイツ[1]
- アニメーション制作 - スタジオディーン
- 製作 - PROJECT AWOL

## 主題歌
オープニングテーマ「ROCKET DIVE」
作詞・作曲・編曲 - hide / 歌 - hide with Spread Beaver
エンディングテーマ「DON'T ASK ME WHY」
作詞・作曲 - 木村世治/ 編曲・歌 - ZEPPET STORE

## 各話リスト
| 話数      | サブタイトル | 脚本     | 絵コンテ     | 演出         | 作画監督 | 放送日        |
| --------- | ------------ | -------- | ------------ | ------------ | -------- | ------------- |
| MISSION1  | 崩壊の序曲   | 冨岡淳広 | 石山タカ明   | 菱川直樹     | 門智昭   | 1998年 1月7日 |
| MISSION2  | 失意の変奏   | 三浦浩児 | 横田和       | 村田雅彦     | 小林一三 | 1月14日       |
| MISSION3  | 帰還のフーガ | 長田敏靖 | 杉島邦久     | 山口美浩     | 河南正昭 | 1月21日       |
| MISSION4  | 指揮する者   | 冨岡淳広 | 松下ユキヒロ | 松下ユキヒロ | 井上哲   | 2月4日        |
| MISSION5  | 不協和な戦慄 | 冨岡淳広 | 石山タカ明   | 吉村章       | 笠原彰   | 2月11日       |
| MISSION6  | 消え往く凱歌 | 冨岡淳広 | 菱川直樹     | 菱川直樹     | 門智昭   | 2月18日       |
| MISSION7  | 無音のエール | 三浦浩児 | 山口美浩     | 山口美浩     | 小林一三 | 2月25日       |
| MISSION8  | ノイズの勝算 | 三浦浩児 | 横田和       | 村田雅彦     | 河南正昭 | 3月4日        |
| MISSION9  | 無伴奏地帯   | 長田敏靖 | 松下ユキヒロ | 松下ユキヒロ | 井上哲   | 3月11日       |
| MISSION10 | 奏者の優越   | 北条千夏 | 石山タカ明   | 村田雅彦     | 笠原彰   | 3月18日       |
| MISSION11 | 迷走のアリア | 冨岡淳広 | 山口美浩     | 山口美浩     | 門智昭   | 3月25日       |
| MISSION12 | 沈黙の奏功   | 冨岡淳広 | 菱川直樹     | 菱川直樹     | 河南正昭 | 4月1日        |